# Waratah

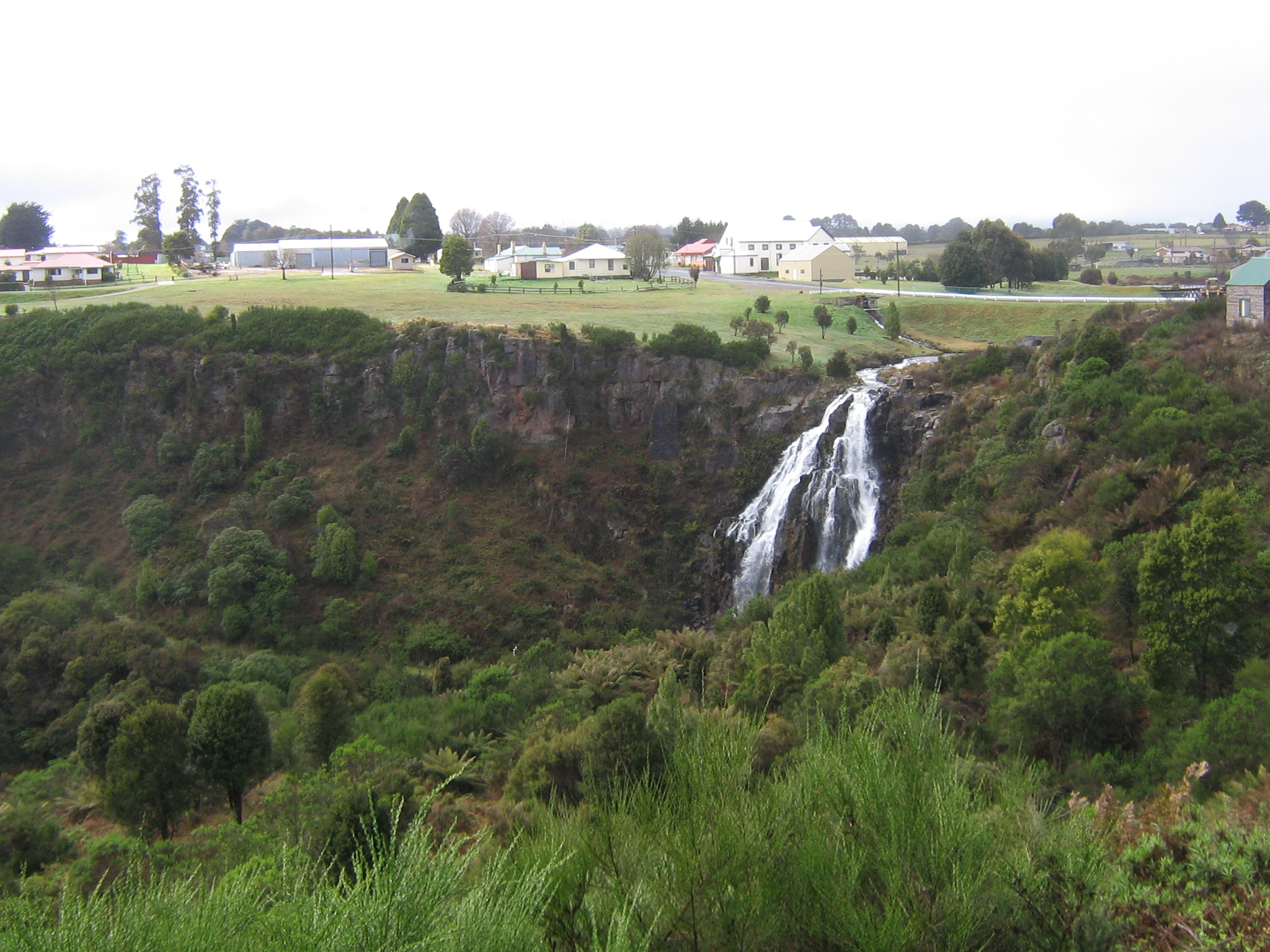
Wodospad Waratah w tle miasto

Waratah – miasto położone w zachodniej części Tasmanii (Australia) na terenie samorządu terytorialnego Waratah-Wynyard Council. Wybudowane w celu wsparcia dla kopalni cyny, która pozyskiwana była z góry Mount Bischoff.
Cyna została odkryta w Mount Bischoff przez Jamesa Smitha w roku 1871. Kopalnia w pierwszych  latach działała z powodzeniem. W roku 1893 zaprzestano wydobycia cyny poprzez proces płukania w wodzie. Dalsze prace wydobywcze były prowadzone metodą odkrywkową oraz głębinową. Kopalnia głębinowa została ostatecznie zamknięta w roku 1914, natomiast odkrywkowa działała do roku 1929, wówczas nastąpił spadek cen cyny. Kopalnia została ponownie otwarta przez rząd Australii w 1942 w celu wsparcia dla działań wojennych, lecz ostatecznie zamknięto ją w roku 1947.

## Klimat
Średnia roczna najcieplejszych temperatur w mieście wynosi 12,3 °C, najcieplejszym miesiącem jest styczeń wówczas średnia najcieplejszych temperatur wynosi 17,6 °C, natomiast najchłodniejszym miesiącem jest lipiec ze średnią najcieplejszych temperatur 7,2 °C. Średnia dni z opadami w roku w  Waratah wynosi 246,5.